# زلشنباخ
زلشنباخ (به آلمانی: Selchenbach) یک شهر در آلمان است که در Lauterecken-Wolfstein واقع شده‌است. زلشنباخ ۳۷۵ نفر جمعیت دارد.